# Mètode comparatiu
El mètode comparatiu en lingüística, és una tècnica per estudiar el desenvolupament de les llengües realitzant una comparació característica per característica de dues o més llengües amb descendència comuna d'un avantpassat compartit i després extrapolant cap enrere per inferir les propietats d'aquest avantpassat. El mètode comparatiu es pot contrastar amb el mètode de reconstrucció interna en què el desenvolupament intern d'una sola llengua s'infereix mitjançant l'anàlisi de les característiques d'aquesta llengua. Normalment, tots dos mètodes s'utilitzen conjuntament per reconstruir les fases prehistòriques de les llengües; omplir buits en el registre històric d'una llengua; descobrir el desenvolupament dels sistemes fonològics, morfològics i altres sistemes lingüístics i confirmar o refutar les hipòtesis de relacions entre llengües.
El mètode comparatiu es va desenvolupar durant el segle xix. Les contribucions clau van ser fetes pels estudiosos danesos Rasmus Rask i Karl Verner i l'estudiós alemany Jacob Grimm. El primer lingüista que va oferir formes reconstruïdes a partir d'una protollengua va ser August Schleicher, en el seu Compendium der vergleichenden Grammatik der indogermanischen Sprachen, publicat originalment el 1861. Aquí teniu l'explicació de Schleicher de per què va oferir formes reconstruïdes:
| «                    | En el present treball s'intenta exposar la llengua original indoeuropea inferida al costat de les seves llengües derivades realment existents. A més dels avantatges que ofereix aquest pla, en posar immediatament davant dels ulls de l'estudiant els resultats finals de la investigació d'una forma més concreta i, per tant, facilitar la seva comprensió de la naturalesa de les llengües indoeuropees particulars, hi ha, pensem, un altre de no menys rellevància que s'ha guanyat, és a dir, que mostra la manca de fonament de la suposició que les llengües indoeuropees no índies derivaven de l'antic indi (sànscrit). | » |
| — August Schleicher, | |   |

## Terminologia
En aquest context, el mot relacionat té un significat específic: dues llengües estan relacionades genèticament si descendeixen de la mateixa protollengua. Així, doncs, per exemple, el català i el francès provenen tots dos del llatí. Per tant, es considera que el francès i el català pertanyen a la mateixa família de llengües: les llengües romàniques.
Descendència, al seu torn, es defineix en termes de transmissió a través de les generacions: els infants aprenen una llengua de la generació dels pares i aleshores reben la influència dels de la seva mateixa generació, i així contínuament (quan i per què es produeixen els canvis és una qüestió difícil, encara no resolta). Una cadena contínua de parlants a través dels segles uneix el llatí vulgar amb tots els seus descendents moderns.
Però les llengües poden tenir diferents graus de relació. L'anglès, per exemple, està relacionat tant amb l'alemany com amb el rus, però té una relació més estreta amb el primer que no amb el segon. La causa d'això és que encara que aquestes tres llengües tenen un avantpassat comú, el protoindoeuropeu, però, a més, l'anglès i l'alemany també comparteixen com a antecessor comú més recent una de les llengües filles del protoindoeuropeu: el protogermànic, mentre que el rus no. Aleshores, l'anglès i l'alemany pertanyen a un subgrup diferent de la família de llengües indoeuropees, les llengües germàniques, que el rus (que pertany al subgrup eslau). La divisió de les llengües relacionades en subgrups pel mètode comparatiu s'aconsegueix trobant llengües amb un gran nombre d'innovacions lingüístiques en comú envers la llengua mare; que dues llengües comparteixin molts elements conservats de la llengua mare no és una prova suficient perquè formin un subgrup.
Aquesta definició de relació implica que, àdhuc, el fet que dues llengües siguin molt semblants en el vocabulari no significa que estiguin molt relacionades. Com a conseqüència d'un intens préstec durant anys de l'àrab al persa, el persa modern ha rebut una part més important del seu lèxic de l'àrab que no del seu antecessor directe, el protoindoiranià. Però d'acord amb la definició acabada de donar, el persa es considera descendent del protoindoiranià i no de l'àrab.
El mètode comparatiu, doncs, és un mètode que demostra la relació interlingüística en el sentit que acabam de donar-li, i també un mètode per a reconstruir els protofonemes d'una família de llengües i per descobrir els canvis fonològics que s'han produït en les llengües d'una família

## Origen i desenvolupament
El primer intent sistemàtic de demostrar la relació entre dues llengües sobre les bases de la semblança de la gramàtica i el lèxic és la que feu l'hongarès János Sajnovics el 1770, quan provà de demostrar la relació entre el sami i l'hongarès (estudi que després amplià a tota la família lingüística finoúgrica el 1799 el seu compatriota Samuel Gyarmathi), però l'origen de la lingüística històrica moderna en conjunt sovint es fa recular fins a sir William Jones, un filòleg anglès que va viure a l'Índia, que el 1782 feu la seva famosa observació:
"La llengua sànscrita, sigui quina sigui la seva antiguitat, té una estructura admirable; més perfecta que la del grec, més completa que la del llatí, i més exquisidament refinada que cap altra, tot i que té una gran afinitat amb totes dues, tant en les arrels dels verbs com en les formes de la gramàtica, que possiblement s'hauria pogut produir per accident; és tan forta realment, que cap filòleg no les podria examinar a totes tres sense creure que sorgiren d'una única font comuna que tal volta ja no existeix. Hi ha una raó semblant, però no tan forta, per suposar que tant el gòtic com el cèltic, per bé que barrejats amb un idioma molt diferent, tingueren el mateix origen que el sànscrit; i el persa antic es podria afegir a la mateixa família." (Jones 1786).
La intuïció de Jones consistí en la concepció de la idea d'una protollengua, i a conseqüència d'això, del tipus de model de desenvolupament lingüístic de l'"arbre genealògic" (una protollengua dividida en diverses llengües filles, algunes de les quals dividides un altre cop en noves llengües), en el qual es basa el mètode comparatiu.
El mètode comparatiu mateix es desenvolupa amb els intents de reconstruir la protollengua sobre la qual Jones havia fet la seva hipòtesi, coneguda com a protoindoeuropeu (PIE). El primer intent d'analitzar les relacions entre les llengües indoeuropees el feu el lingüista alemany Franz Bopp el 1816. Encara que no va provar de fer-ne una reconstrucció, intentà demostrar que el grec, el llatí i el sànscrit estaven relacionats fent veure sistemàticament que compartien una estructura i un lèxic comuns.
Fou el savi alemany Friedrich Schlegel que, el 1808, establí que, per demostrar les relacions entre les diferents llengües, s'havien d'emprar les formes més antigues que fos possible; aleshores, el 1818, el filòleg danès Rasmus Christian Rask desenvolupà el principi dels canvis fonètics regulars per a explicar les seves observacions sobre les semblances entre paraules separades en les llengües germàniques i els seus cognats en grec i en llatí. Fou un altre alemany, Jacob Grimm - més conegut pels seus contes - que en la Deutsche Grammatik (publicada en 1719-37 en quatre volums) emprà per primer cop quelcom de semblant al mètode comparatiu modern provant de mostrar el desenvolupament de les llengües germàniques a partir d'un origen comú, el primer estudi sistemàtic del canvi lingüístic diacrònic.
Tant Rask com Grimm foren incapaços d'explicar les aparents excepcions de les lleis fonètiques que havien descobert. Encara que el lingüista alemany Hermann Grassmann explicà una d'aquestes anomalies amb la publicació de la seva llei fonètica el 1862, fou el 1875 que un erudit danès, Karl Verner, feu un gran descobriment quan formulà la llei de Verner, i que fou la primera llei fonètica que usà proves comparatives per mostrar que un canvi fonològic en un fonema podia dependre d'altres factors dins la mateixa paraula, com ara els fonemes veïns i la posició de l'accent: en altres paraules, el modern concepte de contexts condicionadors.
Un grup de joves acadèmics alemanys de la Universitat de Leipzig, coneguts com els Junggrammatiker (correntment anomenats neogramàtics) a la darreria del segle xix feren uns descobriments semblants, que els portaren a la conclusió que tots els canvis fonètics eren regulars. Dos d'ells, Karl Brugmann i Hermann Oshtoff, el 1878, van concloure la famosa afirmació que "les lleis fonètiques no tenen excepcions". Aquesta idea revolucionària és fonamental en el mètode comparatiu modern, atès que aquest mètode suposa les correspondències regulars entre sons en les llengües relacionades, i en conseqüència els canvis fonètiques regulars a partir de la protollengua. Fou aquesta hipòtesi neogramàtica que portà a l'aplicació del mètode comparatiu a la reconstrucció del PIE i al fet que l'indoeuropeu esdevingués aleshores, amb molta diferència, la família de llengües més ben estudiada. Els lingüistes que estudiaven unes altres famílies aviat feren el mateix, i el mètode comparatiu ràpidament esdevingué el mètode establert per a desvetllar les relacions lingüístiques.

## Aplicació
No hi ha un conjunt fix de passos a seguir en l'aplicació del mètode comparatiu, però alguns passos són suggerits per Lyle Campbell i Terry Crowley, que són tots dos autors de textos introductoris a la lingüística històrica. Aquest resum abreujat es basa en els seus conceptes sobre com procedir.

### Formació de llistes de cognats
Aquest pas implica fer llistes de paraules que probablement siguin afins entre les llengües que es comparen. Si hi ha una coincidència recurrent entre l'estructura fonètica de paraules bàsiques amb significats similars, probablement es pot establir un parentiu genètic. Per exemple, els lingüistes que miren la família polinèsia podrien presentar una llista semblant a la següent (la seva llista real seria molt més llarga):
| Idioma    | u     | dos  | tres  | quatre | cinc  | home   | mar  | tabú | pop  | canoa | entrar |
| --------- | ----- | ---- | ----- | ------ | ----- | ------ | ---- | ---- | ---- | ----- | ------ |
| Tongalès  | taha  | ua   | tolu  | fā     | nima  | taŋata | tahi | tapu | feke | vaka  | hū     |
| Samoà     | tasi  | lua  | tolu  | fā     | lima  | taŋata | tai  | tapu | feʔe | vaʔa  | ulu    |
| Māori     | tahi  | rua  | toru  | ɸā     | rima  | taŋata | tai  | tapu | ɸeke | waka  | uru    |
| Rarotongà | taʔi  | rua  | toru  | ʔā     | rima  | taŋata | tai  | tapu | ʔeke | vaka  | uru    |
| Hawaià    | kahi  | lua  | kolu  | hā     | lima  | kanaka | kai  | kapu | heʔe | waʔa  | ulu    |
| Rapanui   | -tahi | -rua | -toru | -ha    | -rima | taŋata | tai  | tapu | heke | vaka  | uru    |

Els préstecs o els cognats falsos poden distorsionar o enfosquir les dades correctes. Per exemple, el tabú anglès ([tæbu]) és com les sis formes polinesies a causa d'un préstec de Tongan a l'anglès, no per una similitud genètica. Aquest problema normalment es pot superar utilitzant vocabulari bàsic, com ara termes de parentiu, nombres, parts del cos i pronoms. No obstant això, fins i tot el vocabulari bàsic es pot agafar en préstec. El finès, per exemple, va agafar en préstec la paraula "mare", äiti, del protogermànic *aiþį̄ (comparar amb el gòtic aiþei). L'anglès va agafar en préstec els pronoms "ells", "ells" i "els seus" del nòrdic. El tailandès i altres llengües d'Àsia oriental van agafar en préstec els seus números del xinès. Un cas extrem el representa Pirahã, una llengua murana d'Amèrica del Sud, que s'ha afirmat de manera controvertida haver manllevat tots els seus pronoms de Nheengatu.

### Establiment de conjunts de correspondències
El següent pas consisteix a determinar les correspondències sonores regulars que mostren les llistes de possibles cognats. Per exemple, a les dades de la polinèsia anterior, és evident que les paraules que contenen t en la majoria de les llengües enumerades tenen cognats en hawaià amb k a la mateixa posició. Això és visible en diversos conjunts afins: les paraules glossades com a "un", "tres", "home" i "tabú" mostren la relació. La situació s'anomena "correspondència regular" entre k en hawaià i t en les altres llengües polinèsies. De la mateixa manera, es pot observar una correspondència regular entre el hawaià i el rapanui h, el tongà i el samoà f, el maori ɸ i el rarotongan ʔ.
La simple similitud fonètica, com entre l'anglès day i el llatí dies (ambdós amb el mateix significat), no té cap valor probatori. L'inicial anglesa d- no coincideix regularment amb el llatí d- ja que un gran conjunt de cognats no manllevats en anglès i llatí no es poden reunir de manera que la d anglesa es correspongui repetidament i de manera coherent amb la d llatina al començament d'una paraula, i qualsevol cosa esporàdica. Les coincidències que es poden observar es deuen o bé a l'atzar (com en l'exemple anterior) o al préstec (per exemple, el llatí diabolus i l'anglès devil, tots dos en última instància d'origen grec). Tanmateix, l'anglès i el llatí presenten una correspondència regular de t- : d- (en què "A : B" significa "A correspon a B"), com en els exemples següents:
| Anglès | ten   | two | tow  | tongue  | tooth |
| Llatí  | decem | duo | duco | dingua  | dent- |
| Català | deu   | dos | dur  | llengua | dent  |

Atès que una correspondència sistemàtica vertadera difícilment pot ser accidental, si podem excloure possibilitats alternatives com un manlleu aclaparador, aleshores la correspondència es pot atribuir a un avantpassat comú. Si hi ha moltes parelles de correspondències regulars d'aquesta mena (com més millor), i si mostren l'existència d'una regla raonable (que s'hauria pogut produir mitjançant uns tipus coneguts de canvi lingüístic), i si algunes de les correspondències no són intranscendents (t : t és intranscendent, però ŋ : b no ho és), aleshores l'origen comú esdevé una certesa real.

### Descobriment de les parelles en distribució complementària
Mentre el mètode comparatiu es desenvolupava (des de la darreria del segle xviii fins a la darreria del segle XIX), es produïren dos canvis que milloraren l'efectivitat del mètode.
En primer lloc, es descobrí que molts de canvis fonètics es troben condicionats pel context. Així, per exemple, tant en grec com en sànscrit, una oclusiva aspirada es transformà en una altra sense aspiració, però només si hi havia una altra aspirada a continuació dins la mateixa paraula; aquesta és la llei de Grassmann, coneguda pel gramàtic sànscit Panini i anunciada com un descobriment històric per Hermann Grassmann.
A continuació, s'adonà que de vegades els canvis fonètics s'esdevingueren en contexts que després es perderen. Per exemple, en sànscrit les velars (sons com el de k) se substituïren per les palatals (sons com el de tx) sempre que la vocal següent fos '* i o * e (l'asterisc vol dir que el so es dedueix perquè no es troba documentat històricament). Com a conseqüència d'aquest canvi, tots els casos de * e se substituïren per a (o, més exactament, les primitives * e, * o i * a convergiren en a). La situació no s'hauria pogut reconstruir si la distribució original de la e i la a no s'hagués descobert gràcies als indicis d'altres llengües indoeuropees. Així, per exemple, el llatí que ('i') conserva la vocal original que va provocar el canvi consonàntic en sànscrit: 
| 1. | * ke | Presànscrit i                                     |
| 2. | * ce | Velars substituïdes per palatals davant * i i * e |
| 3. | ca   | * e torna a                                       |

Ca és la forma sànscrita documentada per i. Aquesta descoberta es feu de manera independent per diferents erudits a la dècada de 1870.
En les llengües dravídiques telugu, tàmil i malaialam, les oclusives velars del protodravídic s'han substituït per les palatals corresponents si l'oclusiva velar precedeix /i/, /iː/, /e/ o /eː/. Ara bé, aquest canvi no es troba en kannada i un seguit de llengües més d'aquesta família. Per exemple, el protodravídic * kedi es convertí en el tamil chedi, però en el kannada gida.
La llei de Verner, descoberta per Karl Verner devers el 1875, és un cas semblant: la sonoritat de les consonants en les llengües germàniques patí una transformació determinada per la posició de l'accent de l'antic indoeuropeu. Seguint la transformació, l'accent es traslladà per la taula fins a la posició inicial. Verner resolgué el trencaclosques comparant el sistema de la sonoritat en germànic amb les dades de l'accent del grec i del sànscrit.
Aquesta etapa del mètode comparatiu, doncs, implica l'examen de les parelles de correspondències descobertes en el segon pas i l'observació de quines apareixen només en determinats contexts. Si en dues parelles, o més, hi ha implicats uns sons idèntics o semblants, i apareixen en una distribució complementària, aleshores es pot acceptar que les parelles reflecteixen un sol fonema original. És així perquè "d'alguns canvis fonètics, particularment els canvis fonètics condicionats, se'n pot deduir l'existència de l'associació d'un so primitiu amb més d'una parella de correspondències".
I encara un altre exemple, quan examinem les llengües romàniques, derivades del llatí, trobem dues sèries de correspondències en què hi ha el so k: 
|    | Italià | Espanyol | Portuguès | Francès |
| -- | ------ | -------- | --------- | ------- |
| 1. | k      | k        | k         | k       |
| 2. | k      | k        | k         | ʃ       |

El que fem en aquesta situació és mirar de veure si les dues sèries apareixen en una distribució complementària (i aleshores reflecteixen un únic so primitiu) o si totes dues apareixen en uns mateixos contexts (i aleshores deuen reflectir uns fonemes primitius diferents). En aquest cas, descobrim que el francès ʃ només apareix abans de a en les altres llengües (que esdevé ʃ en francès), mentre que la k del francès apareix en qualsevol posició. Es pot afirmar, doncs, que les sèries 1 i 2 reflecteixen un sol fonema primitiu (en aquest cas * k, escrit <c>).
Un cas més complicat afecta grups de consonants en el protoalgonquí, que ha estat prou difícil de reconstruir. L'especialista en algonquí Leonard Bloomfield emprà els reflexos dels grups de consonants en quatre de les llengües filles del protoalgonquí per arribar fins a les següents parelles de correspondències (encara que els grups consonàntics aquí es presentin acabats en -k, també es refereix als grups que acabin en qualsevol oclusiva; <š> i <č> són símbols americanistes de /ʃ/ and /ʧ/:
|    | Idioma ojibwa | Meskwaki | Plains Cree | Menomini |
| -- | ------------- | -------- | ----------- | -------- |
| 1. | kk            | hk       | hk          | hk       |
| 2. | kk            | hk       | sk          | hk       |
| 3. | sk            | hk       | sk          | čk       |
| 4. | šk            | šk       | sk          | sk       |
| 5. | sk            | šk       | hk          | hk       |

Tot i que les cinc sèries de correspondències s'encavalquen tots en alguns indrets, no es troben en una distribució complementària i, per tant, Bloomfield reconegué que calia reconstruir un grup consonàntic per a cada sèrie (les seves reconstruccions foren, respectivament, * hk, * xk, * čk, * šk, i çk; les reconstruccions modernes d'aquests grups són * hk, * tk, čk, šk, i rk, respectivament, i s'han reconegut dos grups de consonants més, reconstruïts com * ʔk i ɬk.

### Reconstrucció de protofonemes
Aquesta passa tendeix a ésser molt més subjectiva que les anteriors. El lingüista ara ha de basar-se sobretot en les seves intuïcions sobre quines menes de canvis fonètics són versemblants i quines no. Per exemple, la sonorització de les oclusives sordes intervocàliquies constitueix una canvi fonètic molt corrent, que es troba en llengües d'arreu del món, mentre que l'ensordiment de les oclusives sonores intervocàliques és ben estrany. Aleshores, si un lingüista comparés dues llengües amb una correspondència -t- : -d- entre vocals, podria reconstruir com a * -t-", el protofonema, i assumir que esdevingué sonor (-d-) en la segona llengua (llevat que hi hagués un bon motiu en contra).
De vegades, s'esdevé que els canvis fonètics són gairebé completament imprevists. La paraula protoindoeuropea dos, per exemple, s'ha reconstruït com * duwō, que té un reflex en l'armeni clàssic erku. Alguns altres cognats demostren que el canvi * d → erk- en la història de l'armeni fou regular. D'una manera semblant, en el bearlake, un dialecte de la llengua athabaskanesa de Slavey, s'hi ha produït un canvi fonètic del protoathabaskanès * ts → en kʷ. És molt poc versemblant que * d- s'hagués transformat directament en -erk i * ts en kʷ, sinó que en lloc d'això deuen haver hagut de passar per algunes etapes intermèdies abans d'arribar a les formes finals. La conclusió és, doncs, que amb prou canvis fonètics, un so donat pot transformar-se en gairebé qualsevol altre so. El motiu és que no importa la semblança fonètica quan s'aplica el mètode comparatiu, sinó les correspondències fonètiques regulars.
A l'hora de determinar un protofonema, també s'accepta que la nostra reconstrucció idealment hauria d'implicar un nombre de canvis fonètics com més petit millor fins a arribar als seus reflexos moderns en les llengües filles. En altres paraules, si no hi ha cap prova que persuadeixi del contrari, hauríem de reconstruir com a protofonema qualsevol valor que sigui el seu reflex més corrent en les llengües filles. Per exemple, en les llengües algonquines trobem la següent sèrie de correspondències («Algonkian/Algonquian Words».; Goddard 1974):
| Idioma ojibwa | Míkmaq | Cree | Munsee | Blackfoot | Arapaho |
| ------------- | ------ | ---- | ------ | --------- | ------- |
| m             | m      | m    | m      | m         | b       |

La reconstrucció més simple per a aquesta sèrie seria o bé * m o bé * b. Tant * m → b com * b → m (on "* A → B" vol dir "* A esdevé B") són canvis fonètics versemblants, per tant el principi de reconstruir canvis "versemblants" més que "inversemblants" aquí no es pot aplicar. En canvi, atès que el reflex d'aquest protofonema és m en cinc de les llengües comparades aquí, i b només en una, si reconstruïm * b, aleshores necessitem acceptar un sol canvi de * m → b en una llengua de la família. Com que treballem suposant que les nostres reconstruccions haurien de necessitar el menor nombre possible de canvis fins a arribar als seus reflexos moderns, ací reconstruiríem * m.

### Examen tipològic del sistema reconstruït
En la darrera passa, el lingüista pren tots els protofonemes que s'han reconstruït seguint les passes 1-4, i prova fins on el sistema s'adiu amb el que es coneix correntment com imperatius tipològics. Per exemple, si els fonemes reconstruïts s'adiuen en conjunt amb el sistema, el lingüista hauria de desconfiar-ne, perquè les llengües generalment (tot i que no sempre) tendeixen a mantenir la simetria en l'inventari dels seus fonemes:
| p | t | k |
| b |   |   |
|   | n | ŋ |
|   | l |   |
| - | - | - |

En aquest sistema reconstruït, hi ha només una oclusiva sonora, * b, i tot i que hi ha una alveolar i una nasal velar, * n i * ŋ, no hi ha la corresponent nasal labial. En aquest cas, hauríem de tornar a la passa 4 i avaluar de bell nou les anteriors conclusions. En aquest cas, hauríem de mirar de resoldre si hi ha cap indici que suggeresqui que el que havíem reconstruït abans com * b és de fet * m, o indicis que el que abans havíem reconstruït com * n és o no realment * d i * g.
Fins i tot un sistema simètric pot ser sospitós tipològicament. Per exemple, l'inventari d'oclusives del protoindoeuropeu, tal com s'ha reconstruït tradicionalment, és el següent:
|                   | Labials | Dentals | Velars | Labiovelars |
| ----------------- | ------- | ------- | ------ | ----------- |
| Sordes            | p       | t       | k      | kʷ          |
| Sonores           | (b)     | d       | g      | gʷ          |
| Sonores aspirades | bʱ      | dʱ      | gʱ     | gʷʱ         |

Des de mitjan segle xx, un cert nombre de lingüistes ha deduït que aquest sistema és, en el millor cas, molt sospitós tipològicament. Afirmen que és molt inversemblant, o gairebé impossible, que una llengua tingui unes sèries d'aspirades sonores (veu panteixosa) sense les sèries corresponents d'aspirades sordes. Aquests lingüistes argüeixen, doncs, en el camp de la tipologia, que necessitem avaluar de bell nou la reconstrucció tradicional del protoindoeuropeu. Una solució possible fou la que presentaren Thomas Gamkrelidze i Viatxeslav V. Ivanov, els quals argüiren que les sèries tradicionalment reconstruïdes com a sonores simples, s'haurien de reconstruir, de fe,t com a glotalitzades —bé implosives (ɓ, ɗ, ɠ), bé ejectives (pʹ', tʹ', kʹ'). Les sordes simples i les sèries d'aspirades sonores s'haurien de considerar, doncs, just sordes i sonores, i llur aspiració no seria un tret distintiu. Aquest exemple de l'aplicació de la tipologia lingüística a la reconstrucció lingüística s'ha arribat a conèixer com la teoria glotal. Té un gran nombre de defensors, però no és acceptada majoritàriament.
La reconstrucció de sons primitius i de llurs transformacions històriques ens permeten d'anar més enfora: podem comparar els morfemes gramaticals (afixos per formar paraules i terminacions flexives), models de declinació i conjugació, etc. La reconstruccio total d'una protollengua no documentada mai no pot ser completa (per exemple, la protosintaxi és molt més inabastable que la fonologia o la morfologia, i tots els elements de l'estructura lingüística pateixen una erosió inevitable i una pèrdua gradual o una substitució al llarg del temps), però es pot aconseguir una reconstrucció parcial considerable com a prova de la relació genètica.

## Crítiques
Actualment hom reconeix una cert nombre de dificultats en el mètode comparatiu, i la majoria de lingüistes són cauts envers les reconstruccions i les representacions de les relacions que s'han obtingut. Malgrat aquestes dificultats, els lingüistes segueixen usant el mètode comparatiu.
D'altres lingüistes han proposat nous enfocaments per a determinar les relacions lingüístiques i reconstruir les protollengües, com ara la glotocronologia i la comparació lèxica total de la lexicoestadística, la majoria de lingüistes les consideren equivocades, però en contrast amb les generacions anteriors de lingüistes històrics, els actuals reconeixen que els resultats assolits amb el mètode comparatiu s'han de mirar amb escepticisme. Anthony Fox (1997), per exemple, afirma que:
"El mètode comparatiu com a tal, no és, de fet, històric; proporciona indicis de relacions lingüístiques a les quals podem donar una interpretació històrica... [L'increment del nostre coneixement sobre els processos històrics implicats] probablement ha fet que els lingüistes històrics estiguessin menys predisposats a igualar les generalitzacions exigides pel mètode amb la realitat històrica. ... Sempre que mantinguem [la interpretació dels resultats i del mateix mètode] a part, el mètode comparatiu es pot seguir usant en la reconstrucció de les primeres etapes de les llengües."